# Henri-Osvald de la Tour d’Auvergne de Bouillon
Henri-Osvald de la Tour d’Auvergne de Bouillon (ur. 5 listopada 1671 w Barcy, zm. 23 kwietnia 1747 w Paryżu) – francuski duchowny katolicki, arcybiskup Vienne, kardynał, bratanek Emanuela Théodose’a de la Tour d’Auvergne de Bouillon.

## Życiorys
Pochodził z arystokratycznego rodu. Od 1715 do śmierci był opatem komendatoryjnym Cluny.
23 marca 1722 został wybrany arcybiskupem Vienne. 10 maja 1722 w Paryżu przyjął sakrę z rąk kardynała Armanda Gastona Maximiliena de Rohana (współkonsekratorami byli biskupi Louis de La Vergne de Tressan i Léonor Goyon de Matignon). W 1733 został komandorem Orderu Ducha Świętego. 20 grudnia 1737 Klemens XII wyniósł go do godności kardynalskiej. Wziął udział w Konklawe 1740 (wybierającym Benedykta XIV). 3 lipca 1745 zrezygnował z kierowania archidiecezją.